# Listă de senatori ai Senatului Statelor Unite ale Americii din statul Wisconsin
Statul Wisconsin a fost admis în Uniune la data de 29 mai 1848.

## Class 1
| #      | Senator                    | Partid politic | Ani                                  | Termen(e)      | Istoric electoral                                         |
| ------ | -------------------------- | -------------- | ------------------------------------ | -------------- | --------------------------------------------------------- |
| 1      | Henry Dodge                | Democratic     | 8 iunie 1848 – 4 martie 1857         | 1              | Elected in 1848                                           |
| 1      | Henry Dodge                | Democratic     | 8 iunie 1848 – 4 martie 1857         | 2              | Re-elected in 1851 Retired                                |
| 2      | James R. Doolittle         | Republican     | 4 martie 1857 – 4 martie 1869        | 3              | Elected in 1857                                           |
| 2      | James R. Doolittle         | Republican     | 4 martie 1857 – 4 martie 1869        | 4              | Re-elected in 1863 [Date necunoscute/ lipsă. Poți ajuta!] |
| 3      | Matthew H. Carpenter       | Republican     | 4 martie 1869 – 4 martie 1875        | 5              | Elected in 1869 Lost re-election                          |
| 4      | Angus Cameron              | Republican     | 4 martie 1875 – 4 martie 1881        | 6              | Elected in 1875 Retired                                   |
| 5      | Philetus Sawyer            | Republican     | 4 martie 1881 – 4 martie 1893        | 7              | Elected in 1881                                           |
| 5      | Philetus Sawyer            | Republican     | 4 martie 1881 – 4 martie 1893        | 8              | Re-elected in 1887 Retired                                |
| 6      | John L. Mitchell           | Democratic     | 4 martie 1893 – 4 martie 1899        | 9              | Elected in 1893 Retired                                   |
| 7      | Joseph V. Quarles          | Republican     | 4 martie 1899 – 4 martie 1905        | 10             | Elected in 1899 Retired                                   |
| Vacant | Vacant                     | Vacant         | 4 martie 1905 – 2 ianuarie 1906      | 11             |                                                           |
| 8      | Robert M. La Follette, Sr. | Republican     | 2 ianuarie 1906 – 18 iunie 1925      | 11 (Continued) | Elected late in 1905                                      |
| 8      | Robert M. La Follette, Sr. | Republican     | 2 ianuarie 1906 – 18 iunie 1925      | 12             | Re-elected in 1910                                        |
| 8      | Robert M. La Follette, Sr. | Republican     | 2 ianuarie 1906 – 18 iunie 1925      | 13             | Re-elected in 1916                                        |
| 8      | Robert M. La Follette, Sr. | Republican     | 2 ianuarie 1906 – 18 iunie 1925      | 14             | Re-elected in 1922 Died                                   |
| Vacant | Vacant                     | Vacant         | 18 iunie 1925 – 30 septembrie 1925   | 14             |                                                           |
| 9      | Robert M. La Follette, Jr. | Republican     | 30 septembrie 1925 – 3 ianuarie 1947 | 14 (Continued) | [Date necunoscute/ lipsă. Poți ajuta!]                    |
| 9      | Robert M. La Follette, Jr. | Republican     | 30 septembrie 1925 – 3 ianuarie 1947 | 15             | (Re-?)elected in 1928                                     |
| 9      | Robert M. La Follette, Jr. | Progressive    | 30 septembrie 1925 – 3 ianuarie 1947 | 16             | Re-elected in 1934                                        |
| 9      | Robert M. La Follette, Jr. | Republican     | 30 septembrie 1925 – 3 ianuarie 1947 | 17             | Re-elected in 1940 Lost renomination                      |
| 10     | Joseph R. McCarthy         | Republican     | 3 ianuarie 1947 – 2 mai 1957         | 18             | Elected in 1946                                           |
| 10     | Joseph R. McCarthy         | Republican     | 3 ianuarie 1947 – 2 mai 1957         | 19             | Re-elected in 1952 Died                                   |
| Vacant | Vacant                     | Vacant         | 3 mai 1957 – 27 august 1957          | 19             |                                                           |
| 11     | William Proxmire           | Democratic     | 28 august 1957 – 3 ianuarie 1989     | 19 (Continued) | Elected to finish McCarthy's term                         |
| 11     | William Proxmire           | Democratic     | 28 august 1957 – 3 ianuarie 1989     | 20             | Re-elected in 1958                                        |
| 11     | William Proxmire           | Democratic     | 28 august 1957 – 3 ianuarie 1989     | 21             | Re-elected in 1964                                        |
| 11     | William Proxmire           | Democratic     | 28 august 1957 – 3 ianuarie 1989     | 22             | Re-elected in 1970                                        |
| 11     | William Proxmire           | Democratic     | 28 august 1957 – 3 ianuarie 1989     | 23             | Re-elected in 1976                                        |
| 11     | William Proxmire           | Democratic     | 28 august 1957 – 3 ianuarie 1989     | 24             | Re-elected in 1982 Retired                                |
| 12     | Herb Kohl                  | Democratic     | 3 ianuarie 1989 – 3 ianuarie 2013    | 25             | Elected in 1988                                           |
| 12     | Herb Kohl                  | Democratic     | 3 ianuarie 1989 – 3 ianuarie 2013    | 26             | Re-elected in 1994                                        |
| 12     | Herb Kohl                  | Democratic     | 3 ianuarie 1989 – 3 ianuarie 2013    | 27             | Re-elected in 2000                                        |
| 12     | Herb Kohl                  | Democratic     | 3 ianuarie 1989 – 3 ianuarie 2013    | 28             | Re-elected in 2006 Retired                                |
| 13     | Tammy Baldwin              | Democratic     | 3 ianuarie 2013 – Present            | 29             | Elected in 2012                                           |
| #      | Senator                    | Party          | Years                                | Term           | Electoral history                                         |

## Class 3
| #      | Senator               | Party      | Years                               | Term           | Electoral history                                      |
| ------ | --------------------- | ---------- | ----------------------------------- | -------------- | ------------------------------------------------------ |
| 1      | Isaac P. Walker       | Democratic | 8 iunie 1848 – 4 martie 1855        | 1              | Elected in 1848 Retired                                |
| 2      | Charles Durkee        | Republican | 4 martie 1855 – 4 martie 1861       | 2              | Elected in 1855 [Date necunoscute/ lipsă. Poți ajuta!] |
| 3      | Timothy O. Howe       | Republican | 4 martie 1861 – 4 martie 1879       | 3              | Elected in 1861                                        |
| 3      | Timothy O. Howe       | Republican | 4 martie 1861 – 4 martie 1879       | 4              | Re-elected in 1867                                     |
| 3      | Timothy O. Howe       | Republican | 4 martie 1861 – 4 martie 1879       | 5              | Re-elected in 1873 Lost re-election                    |
| 4      | Matthew H. Carpenter  | Republican | 4 martie 1879 – 24 februarie 1881   | 6              | Elected in 1879 Died                                   |
| Vacant | Vacant                | Vacant     | 24 februarie 1881 – 14 martie 1881  | 6              |                                                        |
| 5      | Angus Cameron         | Republican | 14 martie 1881 – 4 martie 1885      | 6 (Continued)  | [Date necunoscute/ lipsă. Poți ajuta!] Retired         |
| 6      | John Coit Spooner     | Republican | 4 martie 1885 – 4 martie 1891       | 7              | Elected in 1885 Lost re-election                       |
| 7      | William F. Vilas      | Democratic | 4 martie 1891 – 4 martie 1897       | 8              | Elected in 1891 Lost renomination                      |
| 8      | John Coit Spooner     | Republican | 4 martie 1897 – 30 aprilie 1907     | 9              | Elected in 1897                                        |
| 8      | John Coit Spooner     | Republican | 4 martie 1897 – 30 aprilie 1907     | 10             | Re-elected in 1903 Resigned                            |
| Vacant | Vacant                | Vacant     | 30 aprilie 1907 – 17 mai 1907       | 10             |                                                        |
| 9      | Isaac Stephenson      | Republican | 17 mai 1907 – 4 martie 1915         | 10 (Continued) | [Date necunoscute/ lipsă. Poți ajuta!]                 |
| 9      | Isaac Stephenson      | Republican | 17 mai 1907 – 4 martie 1915         | 11             | (Re-?)elected in 1909 Retired                          |
| 10     | Paul O. Husting       | Democratic | 4 martie 1915 – 21 octombrie 1917   | 12             | Elected in 1914 Died                                   |
| Vacant | Vacant                | Vacant     | 21 octombrie 1917 – 18 aprilie 1918 | 12             |                                                        |
| 11     | Irvine Lenroot        | Republican | 18 aprilie 1918 – 4 martie 1927     | 12 (Continued) | [Date necunoscute/ lipsă. Poți ajuta!]                 |
| 11     | Irvine Lenroot        | Republican | 18 aprilie 1918 – 4 martie 1927     | 13             | (Re-?)elected in 1920 Lost renomination                |
| 12     | John J. Blaine        | Republican | 4 martie 1927 – 4 martie 1933       | 14             | Elected in 1926 Lost renomination                      |
| 13     | F. Ryan Duffy         | Democratic | 4 martie 1933 – 3 ianuarie 1939     | 15             | Elected in 1932 Lost re-election                       |
| 14     | Alexander Wiley       | Republican | 3 ianuarie 1939 – 3 ianuarie 1963   | 16             | Elected in 1938                                        |
| 14     | Alexander Wiley       | Republican | 3 ianuarie 1939 – 3 ianuarie 1963   | 17             | Re-elected in 1944                                     |
| 14     | Alexander Wiley       | Republican | 3 ianuarie 1939 – 3 ianuarie 1963   | 18             | Re-elected in 1950                                     |
| 14     | Alexander Wiley       | Republican | 3 ianuarie 1939 – 3 ianuarie 1963   | 19             | Re-elected in 1956 Lost re-election                    |
| 15     | Gaylord A. Nelson     | Democratic | 8 ianuarie 1963 – 3 ianuarie 1981   | 20             | Elected in 1962                                        |
| 15     | Gaylord A. Nelson     | Democratic | 8 ianuarie 1963 – 3 ianuarie 1981   | 21             | Re-elected in 1968                                     |
| 15     | Gaylord A. Nelson     | Democratic | 8 ianuarie 1963 – 3 ianuarie 1981   | 22             | Re-elected in 1974 Lost re-election                    |
| 16     | Robert W. Kasten, Jr. | Republican | 3 ianuarie 1981 – 3 ianuarie 1993   | 23             | Elected in 1980                                        |
| 16     | Robert W. Kasten, Jr. | Republican | 3 ianuarie 1981 – 3 ianuarie 1993   | 24             | Re-elected in 1986 Lost re-election                    |
| 17     | Russ Feingold         | Democratic | 3 ianuarie 1993 – 3 ianuarie 2011   | 25             | Elected in 1992                                        |
| 17     | Russ Feingold         | Democratic | 3 ianuarie 1993 – 3 ianuarie 2011   | 26             | Re-elected in 1998                                     |
| 17     | Russ Feingold         | Democratic | 3 ianuarie 1993 – 3 ianuarie 2011   | 27             | Re-elected in 2004 Lost re-election                    |
| 18     | Ron Johnson           | Republican | 3 ianuarie 2011 – Present           | 28             | Elected in 2010                                        |
| #      | Senator               | Party      | Years                               | Term           | Electoral history                                      |

## Vedeți și
- United States Congressional Delegations from Montana
- List of United States Representatives from Wisconsin
- United States congressional delegations from Wisconsin

Format:USSenWI